# Exocelina punctipennis
Exocelina punctipennis är en skalbaggsart som först beskrevs av Lea 1899.  Exocelina punctipennis ingår i släktet Exocelina och familjen dykare. Inga underarter finns listade i Catalogue of Life.